# 浅野長澄
浅野 長澄（あさの ながずみ）は、江戸時代前期から中期にかけての大名。通称は大助（だいすけ）。備後国三次藩の第3代藩主。官位は従五位下・土佐守。

## 生涯
安芸国広島藩主・浅野綱晟の次男として誕生。
天和元年（1681年）2月12日、第5代将軍・徳川綱吉に初御目見する。広島藩の支藩三次藩・第2代藩主で叔父の浅野長照は病弱で嫡子もなかったため、長澄が天和2年（1682年）8月6日に養子に入った。
貞享2年（1685年）12月28日、従五位下・土佐守に叙任する。元禄4年（1691年）6月5日には幕府奥詰を務めたが、12月に長照の隠居により家督を相続する。同時に奥詰を免ぜられ、藩政に集中する。元禄5年（1692年）4月21日に暇をえて国許の備後三次に初めて入った。元禄11年（1698年）に備後福山藩主水野勝岑が所領を没収された際には、福山城の城受け取りを命じられた。
元禄14年（1701年）3月14日、親戚の播磨国赤穂藩主・浅野長矩が吉良義央に刃傷に及び、切腹改易となると、長矩の正室・阿久里（瑤泉院・三次藩初代藩主・浅野長治の娘）を三次藩下屋敷に引き取った（正確には事件時長澄は国許にいたので、前藩主・長照が手配した）。
江戸に居た養父・長照にも遠慮（江戸城登城禁止）処分が下された。連座を懼れた長澄は、本家広島藩が主導する大石の討ち入り阻止に協力した。しかし、元禄赤穂事件は起き、長澄もまた謹慎を命じられた。
宝永4年（1707年）12月28日、江戸城の浜御殿普請の功で時服10領を賜った。
享保3年（1718年）8月4日、三次陣屋にて死去した。享年48。地元の鳳源寺に葬られた。法名は霖應熊山天柱院。

## 系譜
- 父：浅野綱晟
- 母：八代姫（?-1679） - 九条道房の五女
- 養父：浅野長照（1652-1705）
- 正室：福姫 - 小笠原忠雄の娘
- 生母不明の子女
  - 三男：浅野長経（1709-1719）
  - 四男：浅野長寔（1713-1720）